# VOLT-AGE
「VOLT-AGE」（ボルテージ）は、日本のロックバンドSuchmosの楽曲。彼らの1作目のミニ・アルバム「THE ASHTRAY」からの先行配信として2018年6月14日にF.C.L.S.より発売された。この曲は、2018年度のNHKのサッカー中継や関連番組のテーマ音楽などに使用される「NHKサッカーテーマ」に選ばれた。

## 背景
2018年4月18日、NHKが同局のサッカー中継などで放送される2018年度のサッカーテーマをSuchmosが担当することを発表した。この時点では楽曲は制作中であり、5月中に発表予定とされた。同年5月10日、テーマソング「VOLT-AGE」が発表され、NHKスポーツオンラインのワールドカップページで音源と歌詞が公開された。NHKは起用理由について、「世代や性別を超えて幅広く支持されるアーティストであることや、サッカーの魅力や感動を独特の表現力で伝えられることなどを最大のポイントとしました」と公式サイトで綴っている。
作詞を手掛けたボーカルのYONCEは、大のサッカーファン（プレミアリーグのリヴァプールFCのファン）であるが、「変に意識しようないに」としながらも
サッカーでも音楽でも使用される「ピッチ」という言葉を盛り込んでいる。チームワークという部分でバンドと相通ずるものを感じ、1つの詩の中に両者が同居できればいいというのが今回のテーマである。YONCEはラジオ番組『SAISON CARD TOKIO HOT 100』 におけるクリス・ペプラーとのインタビューで、サウンドのこだわりについて、NHKにとってSuchmosを起用したことはチャレンジだったと思うので、「いわゆる典型的なパターンとか求められている部分も意識しなければならない」と前置きしつつ、自分たちが納得いく形、一番格好良いと思うものを聴いてもらいたいという一心だったと説明した。サッカーのテーマソングにみられる「オーオー」といった歌詞がなかったのが良かったのではないかという問いに対してYONCEは、それが悪いとは思わないが、こういう嗜みもあると提案していきたいと返答している。

## 批評家の反応
EMTG MUSICの照沼健太はチャントと疾走感を両立させる緩急をつけたソングライティングと、攻撃的な雰囲気を持ちながらも平和と自由を賛美するリリックは実にSuchmos的だとコメント。音楽評論家の小倉エージは、シンプルなメロディーの繰り返しは、スポーツの応援歌として演奏されることが多いクイーンの「ウィ・ウィル・ロック・ユー」を思わせるとコメントした。Real Soundの久蔵千恵は、サッカーテーマソングといえば選手やサポーターの士気を高めるアンセムが多数存在するが、本作ははそれらとは異なるバイブスを備えた一曲とコメント。「心つなぐのはそのHeart beat」というサビ部分の歌詞にある、心の奥底で静かに燃える闘志が表現されたような楽曲だと批評した。LITERAの酒井まどは、ほかのワールドカップやオリンピックのテーマソングと比較した。「カタルシスト」（RADWIMPS）、「BLUE」（NEWS）、「NIPPON」（椎名林檎）などワールドカップ・オリンピックのテーマソングと愛国ナショナリズムが安易に直結する傾向が強くなっているのが現状のなか、愛国心を高らかに歌いあげることもないし、対戦相手を「敵」と呼ぶこともなく、むしろ、サッカーを通じての相互理解や平和を歌う異彩の曲とコメント。好戦的な姿勢を全開にする他局のテーマソングと180度逆のアプローチで、歌詞や曲調も定番のテーマソングとは全く違うものになっていることからこの曲に対して批判も出ているが、各局テーマソングの中で最もサッカー文化への愛と教養に溢れた曲であり、それを端的に示すのが、「You’ll Never Walk Alone」という有名なアンセムを盛り込んだラインである。酒井は、ワールドカップやオリンピックになるとオートマチックに愛国ソングを作ってしまうアーティストが多い中、愛国ナショナリズムにも安易な感動やカタルシスにも流されることなく、まったく新しいアプローチをしてみせたSuchmosの知性とセンスは際立っていると評価した。
サッカーのテーマソングとしての適性について議論がある。J-CASTニュースは、下記の「NHK フットボールフェスティバル」でのパフォーマンス後、視聴者から驚きや困惑の声が上がったことを紹介している。J-CASTは、本作は落ち着いた雰囲気のSuchmosらしい「渋くてオシャレ」な印象の曲で、音楽ファンからの評価は上々だが、過去のW杯のテーマソングが椎名林檎の「NIPPON」やSuperflyの「タマシイレボリューション」など、いずれもアップテンポかつキャッチーなメロディが特徴的であり、このイメージが強かったためとテーマソングとして合っていないという感想を抱いたユーザーが多かったのではないかと指摘している。音楽評論家の石黒隆之は、本作はメロディよりもグルーヴ重視の曲調で、一緒に歌えるサビもないし、歌も楽器も似たようなフレーズを繰り返すだけで、過去にW杯テーマソングとして好評だった「タマシイレボリューション」や「Mugen」（ポルノグラフィティ）などと比較して、異質だと指摘。思いっきり感動したい人たちには退屈で、普段からこの類の洋楽を聴き慣れた人じゃないととっつきにくかったかも知れないと述べた。その意味で、会場の客層や視聴者との間にミスマッチがあったと言え、一般向けには「シャレオツすぎた」と評価した。一方、川崎フロンターレの熱狂的なサポーターであるライターの麦倉正樹は、本作の特徴の一つとして、ポップソングでいうところの「大サビ」がなく、来るべき興奮を予感させつつも、「大サビ」で全てを歌い上げないクールさがあり、それが曲のなかではなく、来るべき試合の中にあるとでもいうような印象を持たせており、そこがサッカーソングに相応しいのではないかという感想を述べている。また、同じリフを繰り返し、大サビがないという本作に見られる楽曲構造は、2018 FIFAワールドカップの選手入場シーンで流れるザ・ホワイト・ストライプスの『セヴン・ネイション・アーミー』にも見られるものである。元々サッカーのテーマソングとして制作されたものではないため歌詞も抽象的だが、「VOLT-AGE」の歌詞も同様、具体的に何かを語るよりも、漠然とした方が聴く人それぞれの感情に寄り添いやすく、そういったサポーターの感情に寄り添いつつ気持ちを高まらせる楽曲こそがサッカーテーマの肝なのではないかと語った。音楽ライターの金子厚武は、Suchmosがテーマソングに起用された理由は、メンバーが元々大のサッカーファンであることやメンバーが日本サッカーとの接点も持ち合わせている点（ギターのTAIKINGの父は元日本代表の戸塚哲也、他のメンバーも地元の神奈川を拠点とする横浜F・マリノスの選手と交流）を挙げている。過去2大会のテーマソングが椎名林檎の「NIPPON」、Superflyの「タマシイレボリューション」と女性ボーカルのエネルギッシュな歌を聴かせる楽曲だったのに比べると本作は異質に聴こえなくもなく、それが賛否両論を巻き起こした理由だろうと指摘。しかし、重量感のあるテンポや連呼されるフレーズの感じというのは、サッカー好きの彼ららしい、サポーターによるチャントを意識したもののように思えるとコメント。手に汗握るスタジアムの緊迫した雰囲気を、ジャズ、ソウル、ロック、クラブミュージックなどの多彩な音楽性を内包したバンドのオリジナルなグルーヴに昇華してみせた、Suchmosならではのアンセムではないかと評価した。
NHK会長の上田良一は定例会見で「VOLT-AGE」に言及した。曲の印象を問われ、「素晴らしい曲だという視聴者からの声もある。いろいろな意見があるとは思いますが、私はテーマソングとして定着してほしい」とコメントした。

## ミュージック・ビデオ
2018年6月1日に、NHKスポーツオンラインのワールドカップページにてNHK公式ミュージック・ビデオが公開された。
また2019年12月25日には、2018年11月25日に横浜アリーナにて開催された”Suchmos THE LIVE YOKOHAMA”での当曲のライブ映像が公式チャンネルで公開された。

## ライブ・パフォーマンス
2018年6月19日にNHKホールで行われた「NHK フットボールフェスティバル」にて披露した。このパフォーマンスの様子は同日に行われた2018 FIFAワールドカップ 日本対コロンビア戦の中継番組の中で放送され、これが地上波での初めての歌唱となった。

## チャート成績
Billboard Japanの総合楽曲チャートJapan Hot 100では、2018年6月11日付けのチャートに99位で初登場した。ラジオでの放送回数が大きく伸びたことが要因となり6月25日付けで35位から8位までジャンプアップを記録。
| チャート（2018年）              | 最高 順位 |
| ------------------------------- | --------- |
| Billboard Japan Hot 100         | 8         |
| Billboard Japan Streaming Songs | 24        |
| Billboard Japan Download Songs  | 14        |